# Volcán Hudson
El volcán Hudson o monte Hudson es un volcán chileno ubicado a 15 kilómetros del océano Pacífico y a 62 kilómetros al sur de Coyhaique, al sur del Puerto Aysén y al norte de los Campos de Hielo Norte, en la región de Aysén del General Carlos Ibáñez del Campo.
Es una caldera volcánica activa de estratos que alcanza una altitud de 1905 m s. n. m. con diámetro del cráter principal de 500 metros. Posee una base de 5 kilómetros y termina en una meseta de 3 kilómetros. El volcán lleva el nombre del explorador e hidrógrafo Francisco Hudson.
El volcán Hudson es hoy una especie de meseta cubierta de hielos desde la cual se ramifican diversos valles, algunos con glaciares que dan origen a distintos ríos tales como el Ibáñez, el Frío, Huemules, entre otros.
Es el volcán más activo de la Patagonia y de la zona volcánica sur del cinturón volcánico de los Andes. La erupción de 1991 del volcán Hudson es considerada como una de las más violentas de la historia vulcanológica de Chile. El 27 de octubre de 2011 entró nuevamente en actividad.

## Geografía y geomorfología
El volcán Hudson se encuentra en los Andes del sur de Chile, al noroeste del Lago General Carrera/Buenos Aires. El nombre "Hudson" le fue conferido en homenaje a Francisco Hudson, oficial naval e hidrógrafo chileno.
Administrativamente, el volcán Hudson se ubica en la provincia de Aysén de la región homónima. La mayor parte del volcán se encuentra en la comuna de Aysén; sus caras este y sur forman parte de las comunas de Coyhaique y Río Ibáñez, respectivamente. Debido a su lejanía y a la densa vegetación a sus pies, el volcán ha sido poco estudiado; de hecho fue reconocido como un volcán recién en 1970. Los centros poblados más cercanos son las ciudades de Puerto Aysén 58 km al nornoroeste y Coyhaique 75 km al noreste; la Carretera Austral pasa a 30 km del volcán. Se puede acceder al volcán ya sea desde el mar a través del río Huemules o por tierra a través del río Blanco desde Lago Elizalde-Lago Caro.
 

El cinturón volcánico de los Andes incluye cuatro zonas volcánicas separadas por lagunas sin volcanes recientes. De norte a sur son la Zona Volcánica Norte, la Zona Volcánica Central, la Zona Volcánica Sur (ZVS) y la Zona Volcánica Austral. El Hudson es el segundo volcán más al sur de la ZVS, después del cono volcánico del río Murta. Más al sur se encuentra la Brecha Volcánica Patagónica de 350 kilómetros de longitud en el cinturón volcánico andino, que separa el Hudson de la Zona Volcánica Austral y su primer volcán, el Lautaro. Los siguientes volcanes al norte son Mate Grande a 35 kilómetros y Macá y Cay a 95 kilómetros del Hudson, luego el Mentolat y el campo volcánico Puyuhuapi.

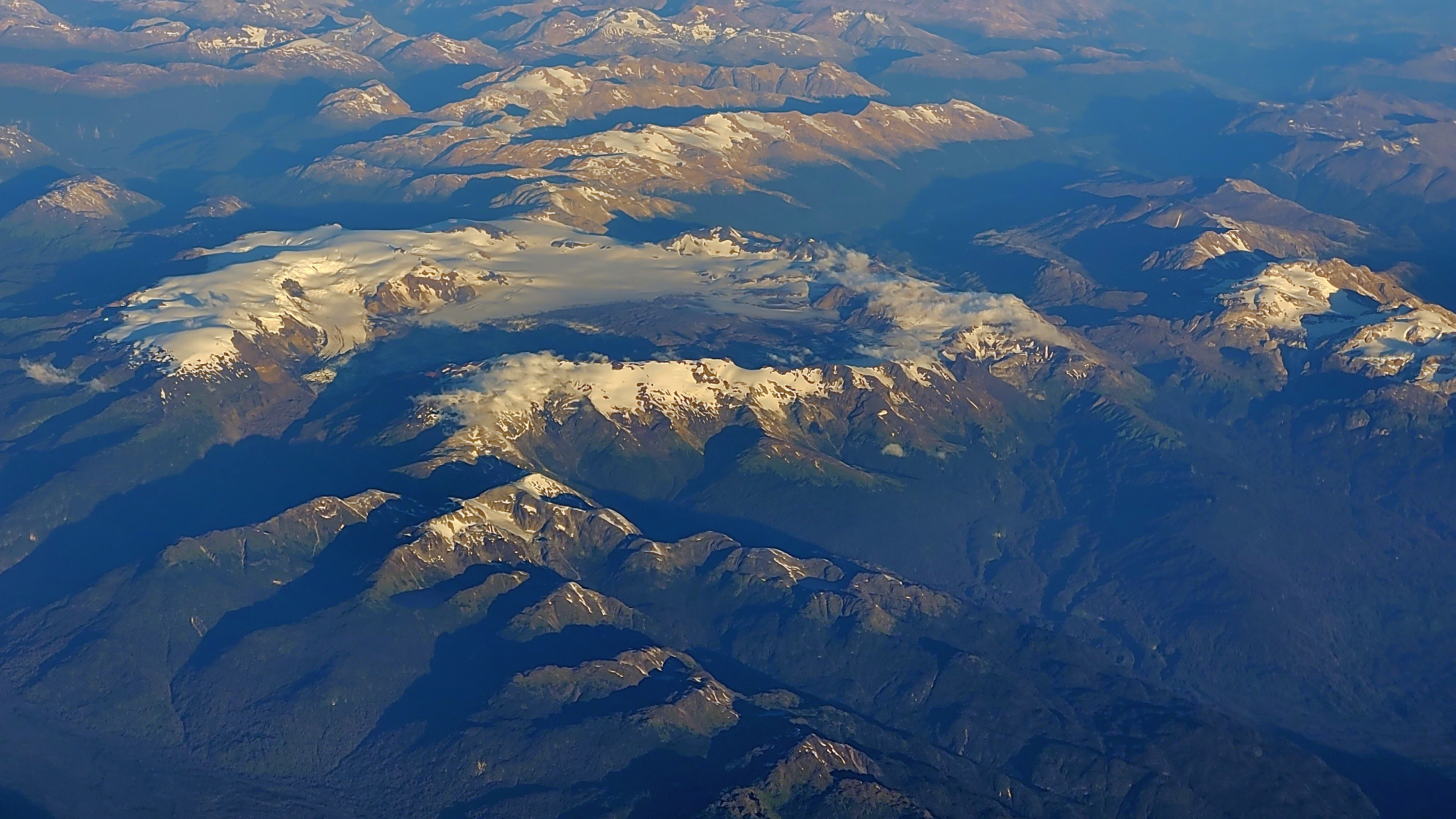
Caldera del volcán Hudson, mirando hacia el sureste desde un avión, Febrero 2025.

El volcán es una o dos calderas de un total de 10 km de ancho cubiertas de hielo, que se eleva entre 1000 y 1200 metros sobre el terreno circundante. Sólo los márgenes occidental y sur están bien definidos. Su punto más alto alcanza los 1905 m de elevación. El edificio volcánico está formado en parte por rocas volcánicas y en parte por un zócalo elevado, y cubre un área de unos 300 km. El edificio tiene una apariencia erosionada, con valles empinados que se adentran hasta 1 km en los confines exteriores del volcán. El volumen total del volcán es de unos 147 kilómetros cúbicos, mayor en comparación a otros volcanes de la ZVS. Los conos de ceniza y salpicaduras alcanzan alturas de 200 a 300 metros y son fuentes de flujos de lava fuera de la caldera, especialmente en el valle de Sorpresa Sur. Hay dos conos al noreste de la caldera y uno más alejado hacia el suroeste. El paisaje de los Andes alrededor del Hudson está formado por numerosas montañas con profundos valles tallados por glaciares. En el área hay suelos volcánicos delgados.

### Hidrografía asociada
La caldera volcánica del Hudson está rellena con aproximadamente 2,5 km cúbicos de hielo de 40 m de espesor, formando una superficie de hielo de unos 1505 a 1520 m de elevación. El hielo fluye desde el margen noroeste de la caldera y forma el glaciar Ventisquero de los Huemules, que es el más grande del monte Hudson, con 11 km de longitud, y que desagua originando el río Huemules. El glaciar está cubierto por tefra y su superficie tiene una altitud demasiado baja para que la tefra quede enterrada bajo la nieve; así que, visto desde el aire, el glaciar parece en sí un flujo de lava. Un pequeño lago de cráter está en su inicio y ocupa un cráter originado tras la erupción de 1991. La mayor parte del hielo de la caldera fue destruido por la erupción de 1971, pero en 1979 se había acumulado nuevamente. Durante la erupción de 1991, se formaron en el hielo conos rodeados de crevasses y pequeños lagos. La recuperación del hielo después de la erupción de 1991 fue más lenta y para 2002 el glaciar Huemules estaba retrocediendo. Durante las erupciones, el material piroclástico y la lava pueden derretir el hielo. Otros glaciares que emanan del casquete de hielo son los glaciares Desplayado, Bayo, Ibáñez, El Frío, Sorpresa Sur y Sorpresa Norte. En 1974 medían hasta 3 kilómetros de largo, pero se han retirado desde entonces. Junto con los ventisqueros de Queulat, los glaciares del volcán Hudson constituyen gran parte del inventario regional de glaciares, y han dejado morrenas bien conservadas. La trayectoria que siguen algunos de los glaciares puede estar influenciada por lineamientos tectónicos locales.

Numerosos ríos nacen desde el volcán Hudson; en el sentido de las agujas del reloj de norte a sur se pueden mencionar el río Desplayado al norte, el río Bayo al este, los ríos Ibáñez, y Sorpresa Sur y Norte al sureste y el río Huemules al noroeste. La actividad volcánica podría ser responsable de las fluctuaciones en el caudal del río Huemules.

## Erupciones
El volcán Hudson ha estado activo por más de un millón de años. Con más de 55 erupciones durante los últimos 22 mil años, el Hudson es el volcán más activo de la Patagonia y de la ZVS.
El sector noreste del volcán es más antiguo que el sureste, el cual ha arrojado edades de 120.000 a 100.000 años, pero la estratigrafía incompleta del edificio, que está en gran parte cubierto de hielo, impide establecer una historia adecuada de su crecimiento. Hay pocas tefras del tiempo de la transición Pleistoceno-Holoceno cerca del volcán, pero se han encontrado varias en testigos marinos al oeste del Hudson.
Durante el último máximo glacial, el Hudson estaba en el centro de un gran casquete de hielo que cubría toda la región. La tefra de sus erupciones caía sobre el hielo y era arrastrada por los glaciares, terminando en sus morrenas. Comenzando hace unos 17 900 años atrás, la desglaciación pudo haber aumentado la actividad volcánica, lo que explica por qué los volúmenes de las intensas erupciones del Hudson han disminuido con el tiempo. Por otro lado, la glaciación ha eliminado la mayor parte del registro volcánico en la Patagonia que hubo antes de hace 14 500 años.
En tiempos recientes, el Hudson ha tenido cuatro erupciones registradas: en 1930, en 1971, cuando algunas cenizas cayeron en Chile Chico y Los Antiguos (esta última localidad en Argentina); en 1991 y en 2011. 

### Erupciones de 1970-1971
Antes de 1970, poco se sabía sobre el volcán. La actividad eruptiva menor comenzó en 1970 y derritió partes del glaciar, elevando los niveles del agua de los ríos y conduciendo a la identificación de la caldera. En agosto-septiembre de 1971, una erupción moderada (IEV 3) ubicada en el área noroeste de la caldera envió cenizas al aire y causó lahares debido al derretimiento de una gran porción del glaciar, mientras la columna de erupción se elevó de 5 a 12 km sobre el volcán y depositó tefra hacia el este en el océano Atlántico Sur y ceniza hacia el norte hacia el archipiélago de los Chonos. Los lahares que bajaron por el río Huemules mataron a cinco personas; muchos más fueron evacuados.

### Erupción de 1991
La erupción de 1991 del volcán Hudson es considerada como una de las más violentas de la historia vulcanológica de Chile. Tras la erupción de 1991, se puso en marcha un ambicioso plan para reforestar el extenso territorio afectado, de más de 30 kilómetros de longitud, que se extiende por ambas riberas del río Ibáñez. En la actualidad es posible ver árboles de pino oregón, creciendo en lo que fueron praderas naturales muy fértiles dedicadas a la ganadería y que hoy presentan un panorama grisáceo, de aspecto desértico y desolado.

### Actividad sísmica de 2007-2011
El volcán Hudson se encuentra asociado a la falla geológica conocida como falla Liquiñe-Ofqui, la cual a partir de 2007 ha manifestando actividad sísmica y volcánica la que tuvo su origen en un terremoto 6,1 Richter en abril de 2007 en las cercanías de Puerto Aysén.
Al año siguiente, un hasta entonces desconocido volcán Chaitén que por siglos permaneció sin actividad despertó con inusitada fuerza siendo una de las erupciones más importantes de la década sepultando la ciudad de Chaitén alterando la vida de miles de personas que habitaban dicho pueblo. Si bien no hay estudios científicos que demuestren una relación directa entre los recientes fenómenos vulcanológicos, la ubicación lineal asociada a la mencionada falla hacen presumir que su activación podría relacionarse con la actividad de los volcanes Hudson, Chaitén, Llaima y Cordón del Caulle ubicados linealmente a unos 800 km.
Sin perjuicio de lo anterior, la actividad volcánica de Chile se explica por el fenómeno de la subducción de las placas sudamericanas y de Nazca, por lo que fenómenos de grandes terremotos como el del 27 de febrero de 2010 también pueden explicar la actividad volcánica en el sector Planchón - Peteroa y Cordón del Caulle.

### Erupción de 2011
El 26 de octubre de 2011 SERNAGEOMIN decretó Alerta Roja por el aumento de actividad en el volcán por lo que se evacuó la zona en un radio de 40 kilómetros donde vivirían alrededor de 100 personas.
En un sobrevuelo, el 27 de octubre se determinó que el volcán se encontraba en un «proceso eruptivo menor». El 28 de octubre el director de la ONEMI descartó una «inminente erupción mayor», además de señalar que faltaban cuatro personas por evacuar de la zona de peligro.